# Torre Baró – Vallbona
Torre Baró | Vallbona - stacja metra w Barcelonie, na linii 11. Stacja znajduje się w dzielnicy Nou Barris, w Barcelonie.  
Stacja została otwarta w 2003 wraz z całą linią.